# Fosfato di monoammonio
Il diidrogenofosfato di ammonio (a volte anche fosfato di monoammonio) è un sale acido di ammonio dell'acido fosforico, avente formula NH4H2PO4.
Viene sintetizzato per aggiunta di una soluzione di acido fosforico all'ammoniaca  fino al punto in cui sono presenti ioni diidrogenofosfato, cioè quando la soluzione è debolmente acida.
Cristallizza in cristalli prismatici tetragonali.

## Caratteristiche
Il fosfato di monoammonio mostra una pressione di dissociazione dell'ammoniaca di 0,05 mm Hg a 125 °C basata sulla seguente reazione di decomposizione:
NH4H2PO4(s) ⇄ NH3(g) + H3PO4(l)
I cristalli presentano il fenomeno della birifrangenza, per cui vengono utilizzati in vari campi dell'ottica. A causa della sua struttura cristallina tetragonale, presenta una simmetria ottica monoassiale negativa, con indici di rifrazione no = 1,522 e ne = 1,478 nelle lunghezze d'onda del visibile.
La caratteristica di piezoelettricità dei cristalli viene sfruttata in alcuni trasduttori sonar in alternativa alla magnetostrizione. Negli anni '50 i cristalli venivano usati in alternativa al quarzo e al sale di Rochelle in quanto non igroscopici.

## Applicazioni
È utilizzato spesso nei fertilizzanti a base di fosfati, in quanto rilascia una grande quantità di azoto e fosforo in forma utilizzabile dalle piante.
Questo composto è anche un componente della polvere ABC in qualche estintore a polvere secca.
Sostituendo uno ione idrogeno con uno ione ammonio, si ottiene il fosfato di diammonio, mentre sostituendo entrambi gli idrogeni con ammonio si trasforma in fosfato di ammonio.
Solubilizzato, abbassa debolmente il pH: una soluzione a 2,5 M di fosfato di monoammonio ha un pH di circa 3,7 a 25 °C.